# Villa Große
Die Villa Große des Holz-Grosso-Händlers Bernhard Große liegt im Ursprungsstadtteil Alt-Radebeul der sächsischen Stadt Radebeul, in der Zinzendorfstraße 17 an der Kreuzung zur Meißner Straße. Sie wurde im Jahr 1894 durch die Bauunternehmung F. W. Eisold errichtet.

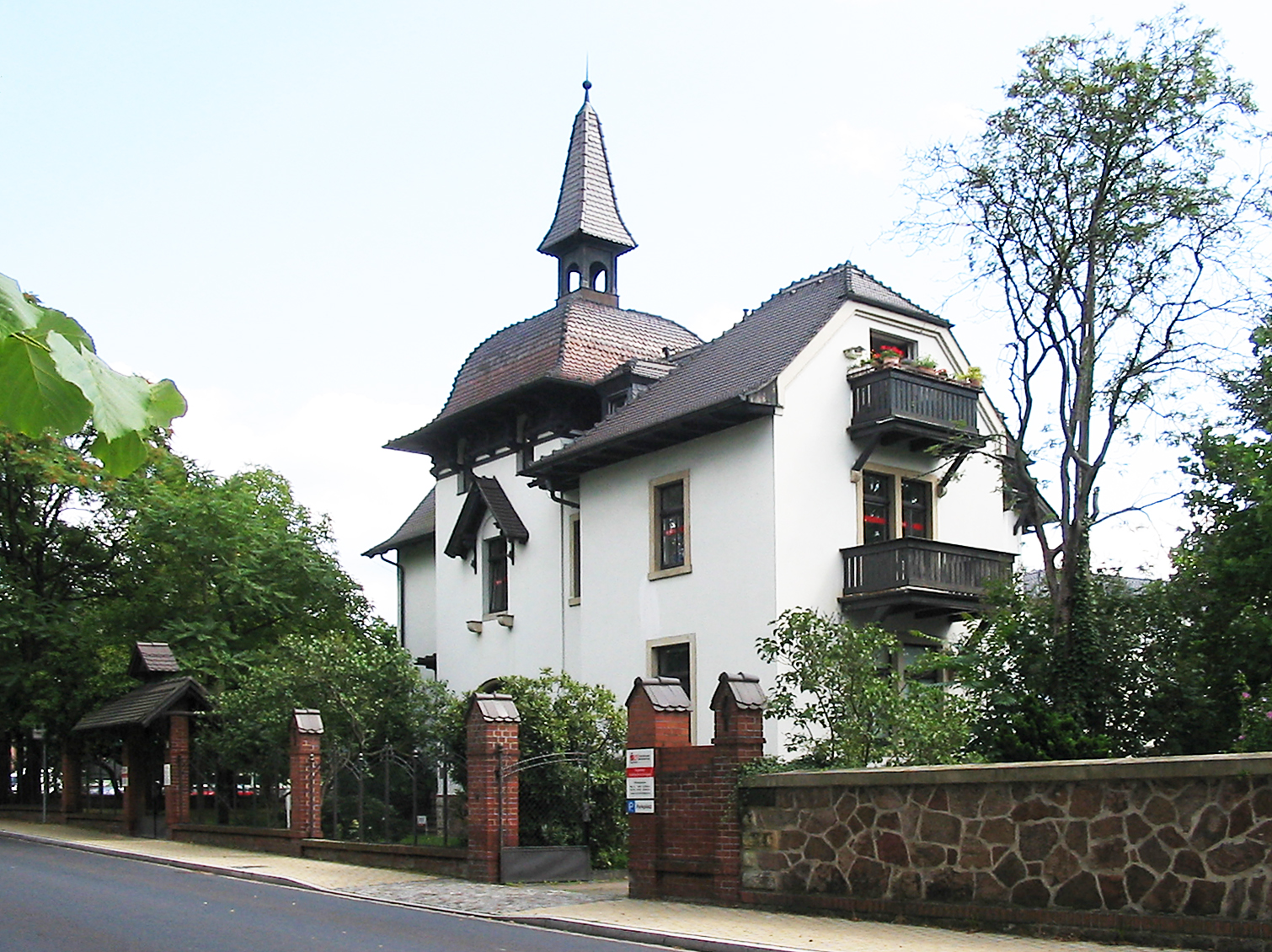
Villa Große in Alt-Radebeul

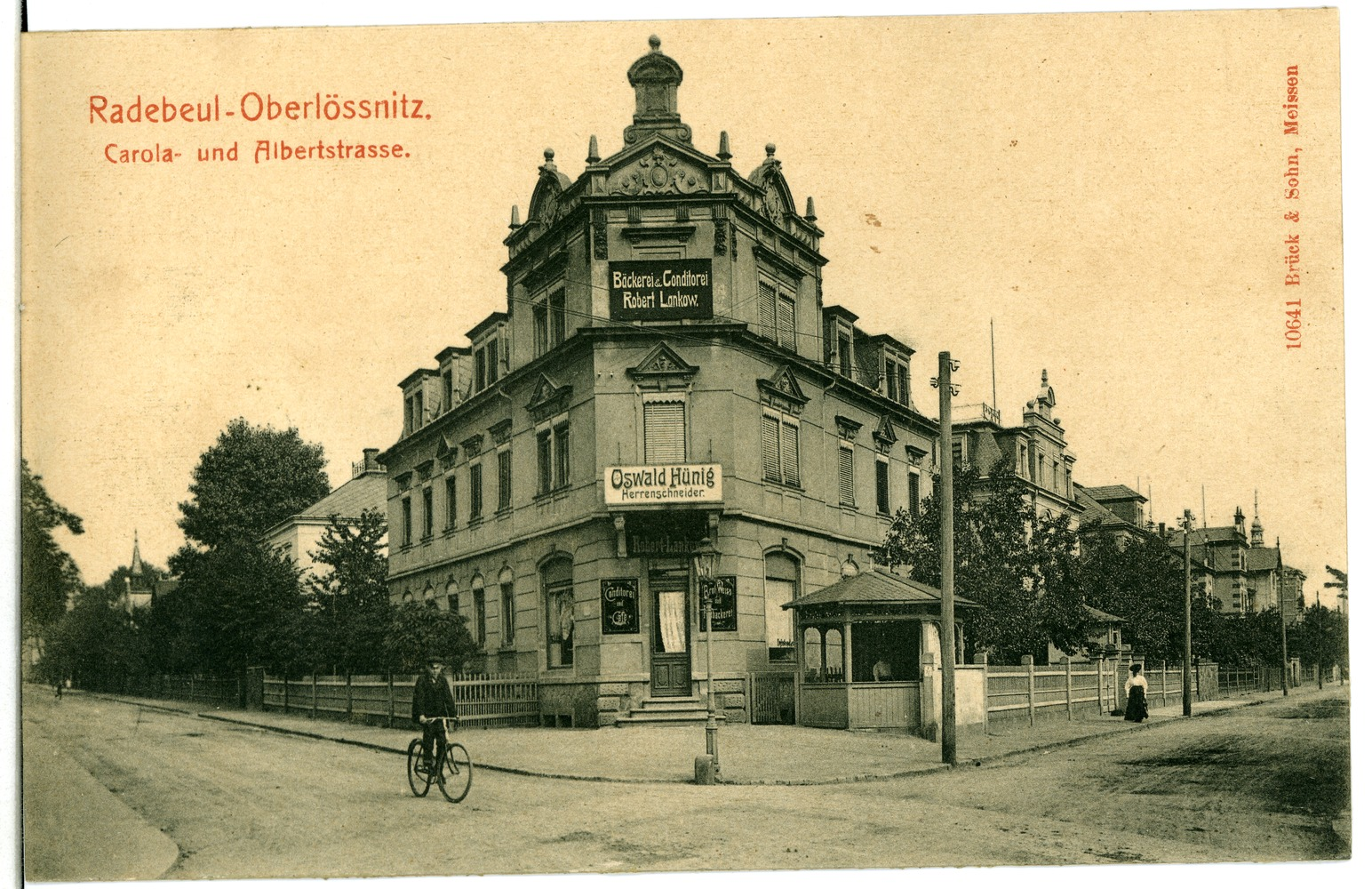
Zinzendorfstraße (links, 1909 Carolastraße): Links am Ende mit dem spitzen Turm steht die Villa Große

## Beschreibung
Die zusammen mit ihrer Einfriedung, Pforte und Toreinfahrt unter Denkmalschutz stehende Villa hat einen „malerisch-bewegte[n] Grund- und Aufriss“ sowie ein Krüppelwalmdach. Die Fassaden des vereinfachten Putzbaus werden durch Sandsteinelemente verziert.
In der Hauptansicht zur Zinzendorfstraße steht ein rechteckiger Turm mit einer vierseitig geschweiften Kuppel und darauf einer spitzen Laterne. Links des Turms befindet sich der Eingang unter einem von Säulen getragenen Vordach. In der Fassade zur Meißner Straße steht ein zweigeschossiger, polygonaler Standerker mit Stuckdekoren.
Die Einfriedung besteht aus Eisenzaunfeldern mit Maschendrahtfüllung zwischen roten Ziegelsteinpfeilern. Vor dem Turm befindet sich in der Einfriedung ein aufwendig durch ein breites Dach geschütztes Portal.

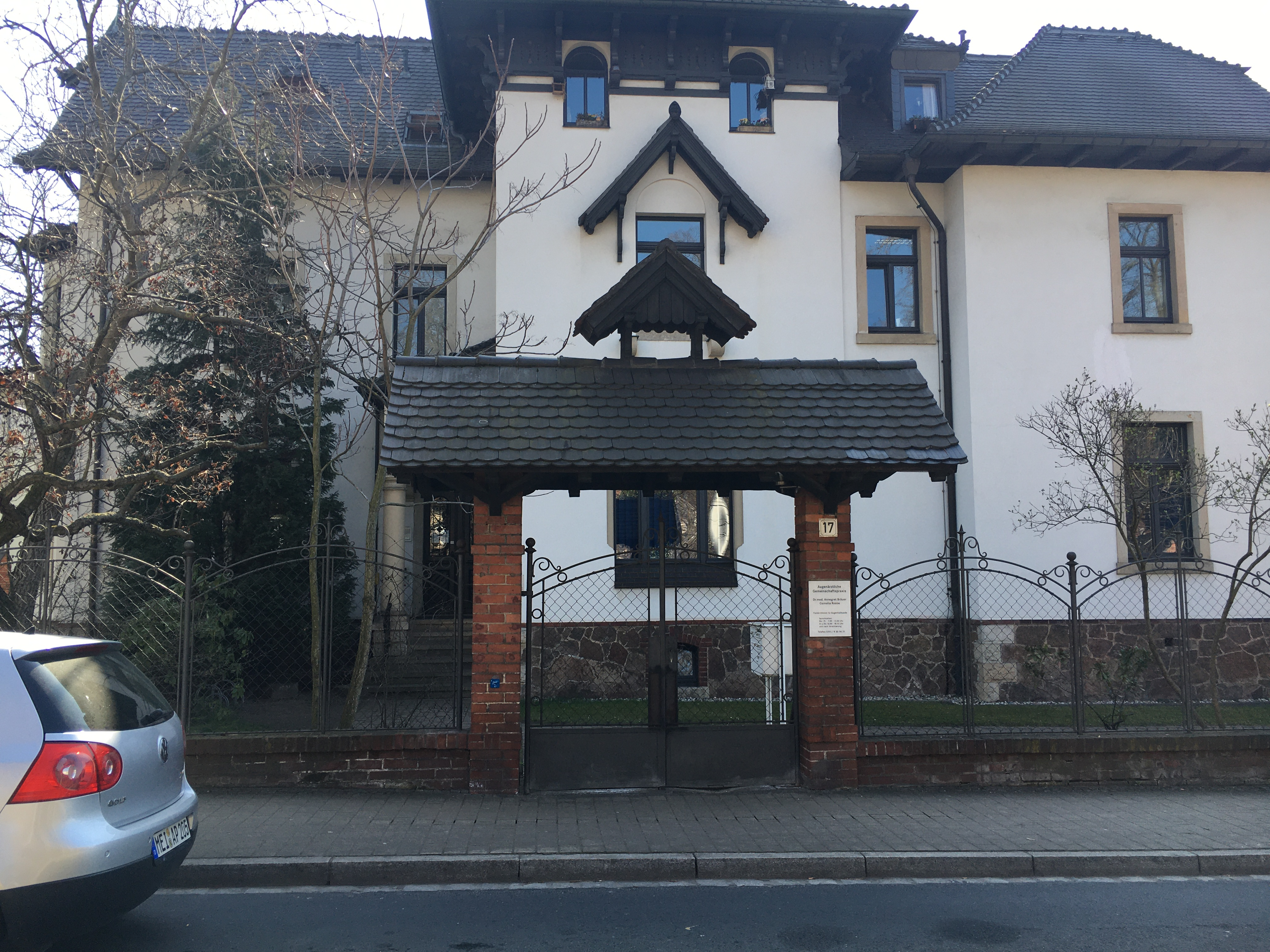
Bedachte Pforte zwischen Eisenzaunfeldern mit Maschendrahtfüllung
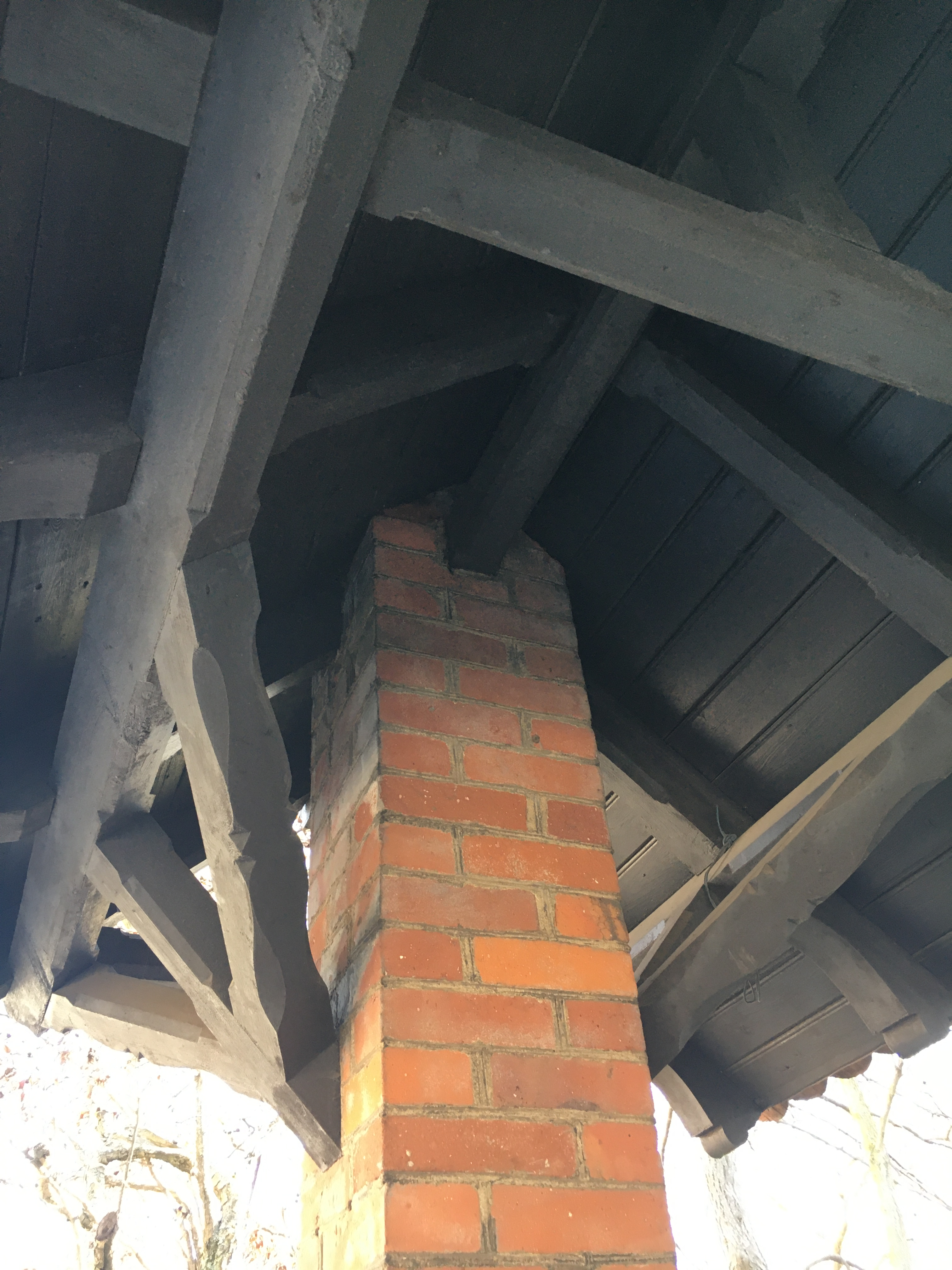
Details des Pfortendaches
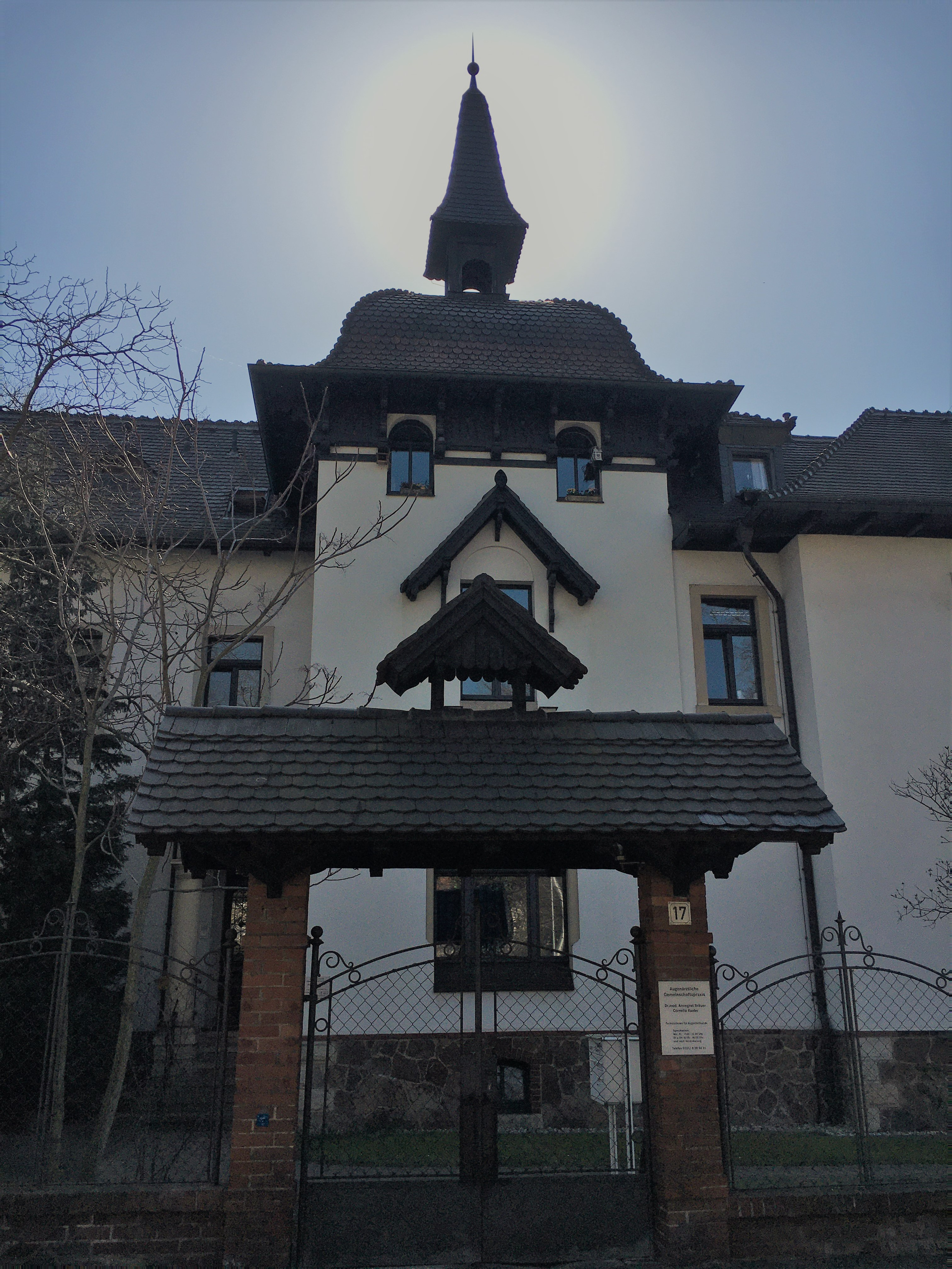
Turm mit Kuppel und Laterne hinter der Pforte
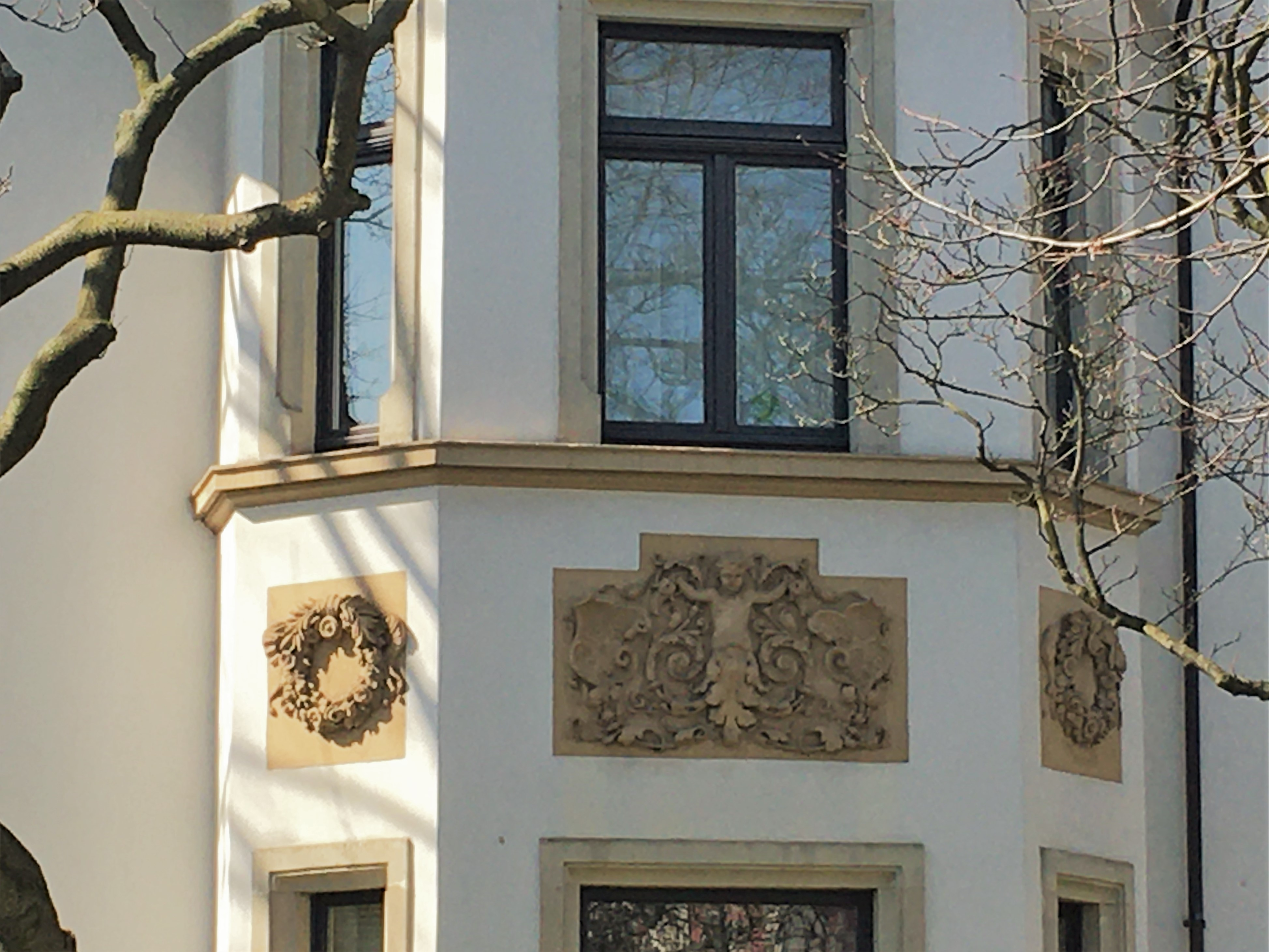
Dekore im Standerker

## Geschichte

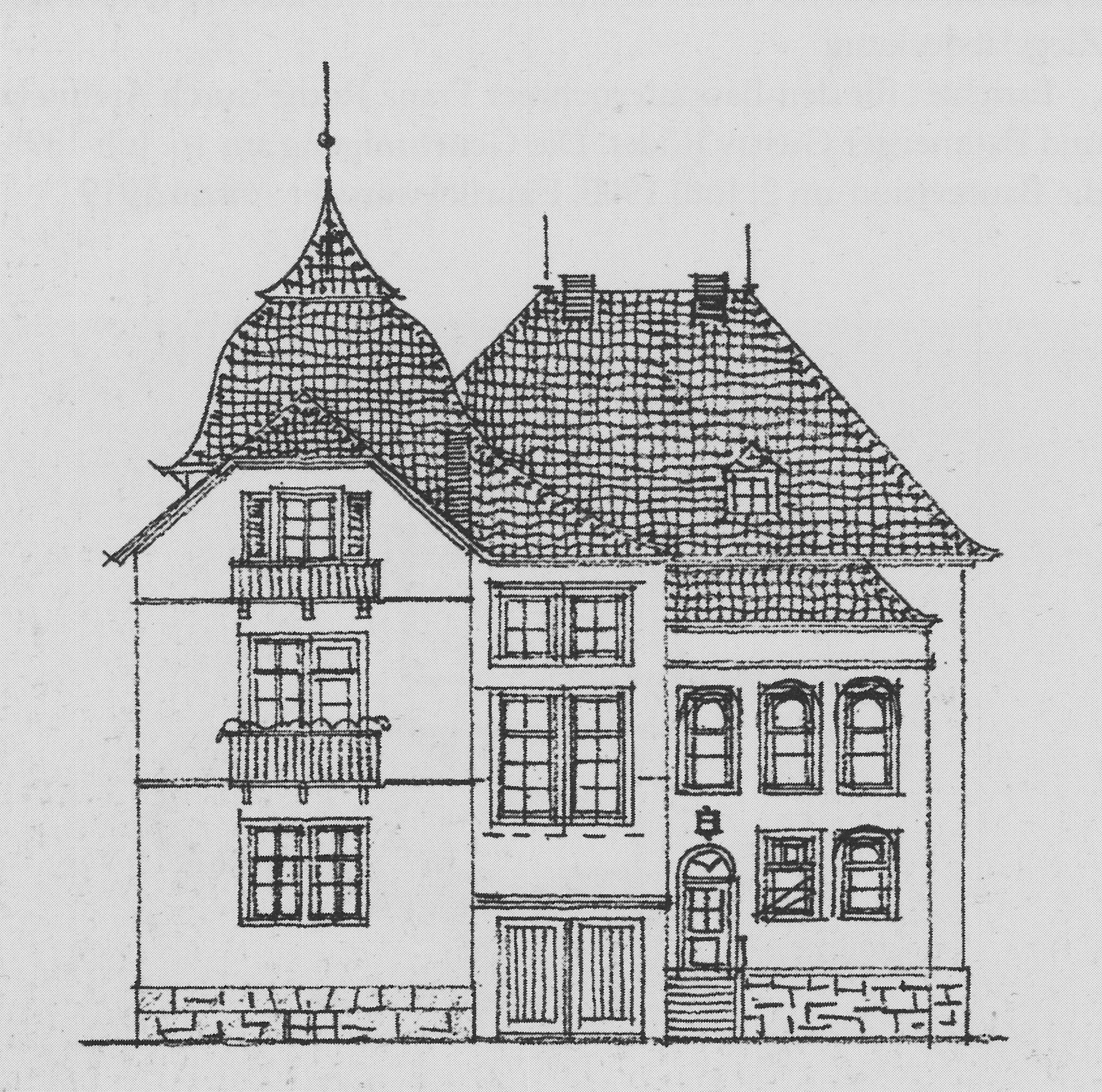
Umbauzeichnung von Höhne, 1935

Die 1894 durch die Serkowitzer Baufirma F. W. Eisold für den Radebeuler Holz-Grosso-Händler Bernhard Große errichtete Villa war 1915 Eigentum der Dresdnerin Martha Waentig, die es vermietet hatte. Später kam das Haus in den Besitz des Baumeisters Johannes Eisold, bei dem 1915 in einem seiner anderen Häuser der sächsische Politiker Heinrich Waentig wohnte. Eisold veränderte das Haus 1919 baulich.
Ein weiterer Eigentümer, Erich Mater, ließ 1935/1936 durch Alwin Höhne weitere Veränderungen vornehmen; so wurden neben dem Einbau eines Treppenhauses und Fensterveränderungen vor allem die späthistoristischen Fassaden stilistisch modernisiert und vereinfacht.